# Bandeira de Saba

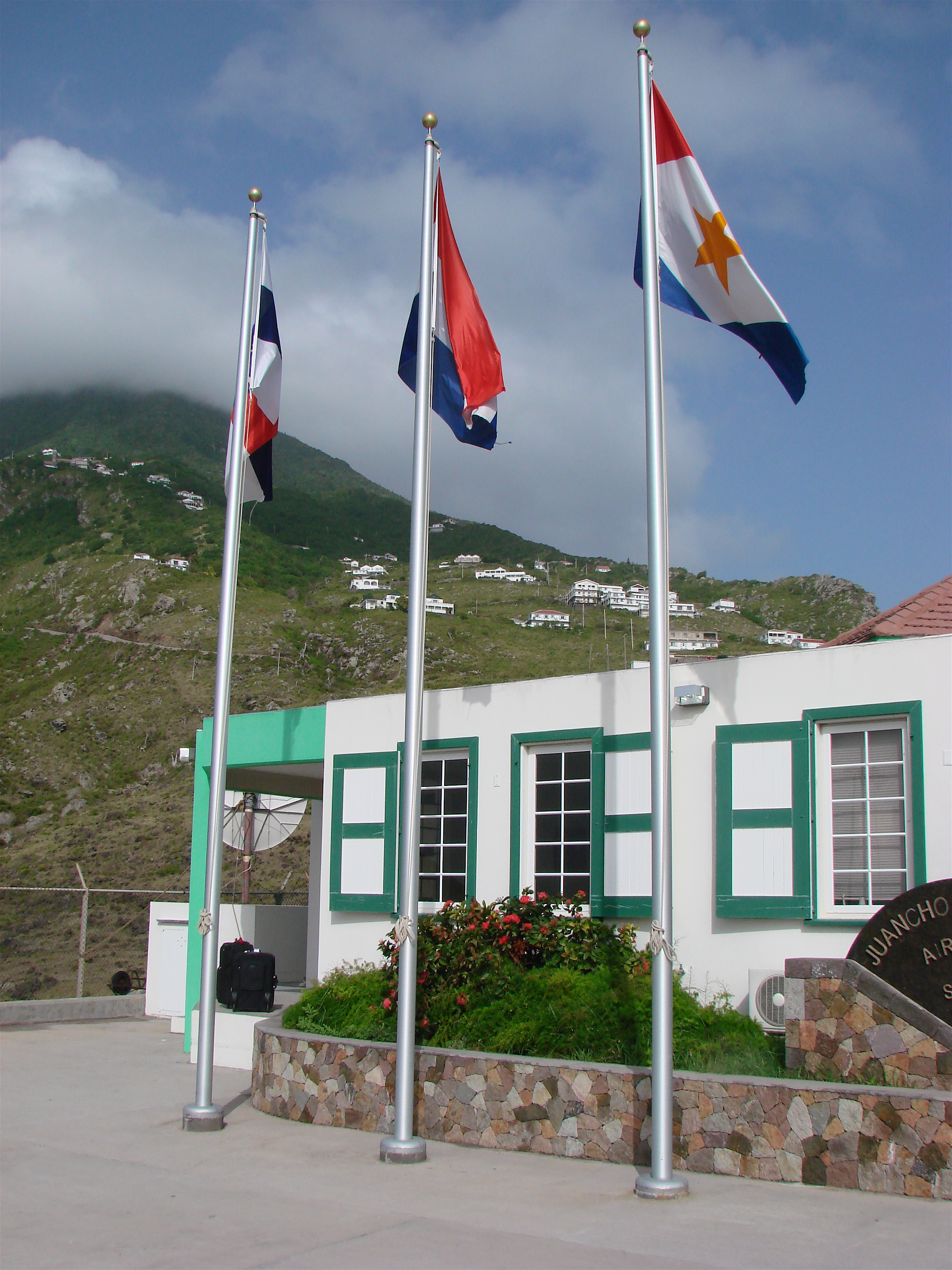
bandeira de Saba hasteada no aeroporto

A bandeira de Saba, adotada a 6 de dezembro de 1985, é um dos símbolos oficiais dessa ilha e município especial dos Países Baixos.

## História
A partir do início da soberania da holandesa em 1816 foi usada a bandeira da Holanda. No entanto, como alguns ilhéus consideram Saba uma "república", foi adicionado um símbolo especial - um repolho verde - para enfatizar a sua independência, e esse símbolo foi provavelmente usado até aos anos de 1920.
Até o desmantelamento das Antilhas Holandesas em 2010, Saba usava a bandeira das Antilhas Holandesas, até 1986 na sua versão com seis estrelas, e após a saída de de Aruba, a versão com cinco estrelas.
A atual bandeira foi escolhida em um concurso no qual foram apresentados 130 diferentes propostas à comissão encarregada de escolher a bandeira que representaria a ilha. A bandeira escolhida foi a desenhada por um jovem de 18 anos chamado Daniel Johnson, natural de Saba.

1816-1959
1959–1986
1986–2010

## Características
Seu desenho consiste em um retângulo de proporção largura-comprimento de 2:3. A bandeira é dividida em cinco partes por um losango que toca as quatro margens da bandeira. Os dois triângulos superiores são vermelhos, o losango central, branco, e os triângulos inferiores azuis. No losango há uma estrela de cinco pontas na cor amarelo-ouro. Além do branco, as cores da bandeira são: o azul Pantone 286C, e o vermelho, 186C, o amarelo 116C.

## Simbolismo
A estrela representa Saba. Sua cor amarelo-ouro representa as riquezas naturais e belezas da ilha, além de representar a esperança no futuro. As cores vermelha, branca e azul, tomadas conjuntamente, são as mesmas cores da Bandeira dos Países Baixos representando, assim, suas ligações. Tomada isoladamente cada cor também tem seu significado: o branco a paz, amizade e serenidade; o vermelho a unidade, coragem e determinação; o azul o mar que rodeia a ilha e de onde sua população obtém sua sobrevivência. O azul também simboliza o céu e lembra o povo de do Deus Todo Poderoso que criou a ilha.